# Conor Coady
Conor David Coady (St. Helens, 25 februari 1993) is een Engels voetballer die doorgaans als centrale verdediger speelt.
Coady debuteerde in 2012 in het profvoetbal voor Liverpool FC, waarvoor hij uiteindelijk twee officiële wedstrijden speelde. Na seizoenen bij Sheffield United en Huddersfield Town tekende hij in juli 2015 voor Wolverhampton Wanderers, waar hij kampioen werd van de Championship, aanvoerder werd en ruim 300 officiële wedstrijden speelde. Na een verhuurperiode bij Everton FC tekende hij in juli 2023 voor Leicester City.
Coady speelde tussen 2020 en 2022 tien interlands voor het Engels voetbalelftal, waarmee hij deelnam aan het EK 2020 en het WK 2022.

## Clubcarrière

### Liverpool FC
Coady sloot zich op twaalfjarige leeftijd aan bij de jeugdacademie van Liverpool FC. Hij werd reeds tijdens het seizoen 2010/11 gebruikt als bankzitter tegen het Tsjechische Sparta Praag in de zestiende finales van de UEFA Europa League en tegen Birmingham City in de Premier League. Het daaropvolgende seizoen speelde hij elke wedstrijd mee in de The NextGen Series, waarin hij vijf doelpunten scoorde. Op 8 november 2012 debuteerde hij in het shirt van Liverpool FC tegen het Russische Anzji Machatsjkala in de groepsfase van de UEFA Europa League. Nadat Andre Wisdom definitief bij het eerste elftal werd gehaald, kreeg Coady de aanvoerdersband van het tweede elftal van Liverpool FC. Op 21 april 2013 zat hij op de bank thuis tegen Chelsea FC. Hij vierde zijn competitiedebuut op 12 mei 2013 in een met 1–3 gewonnen uitwedstrijd tegen Fulham FC als vervanger van Philippe Coutinho vlak voor tijd.

#### Verhuur aan Sheffield United
In juli 2013 werd Coady door Liverpool FC voor een half jaar verhuurd aan Sheffield United, destijds actief in de League One. Hij debuteerde voor Sheffield United in de competitiewedstrijd tegen Notts County (2–1 winst) op 2 augustus 2013 als vervanger van Michael Doyle. Vier dagen later startte hij in de basiself in het League Cup-duel met Burton Albion dat met 1–2 verloren ging. Op 3 september 2013 schoot hij raak in de gewonnen penaltyserie tegen Scunthorpe United in de EFL Trophy. In het uitduel met Leyton Orient op 30 november 2013 maakte Coady zijn eerste profdoelpunt en het enige doelpunt van Sheffield United in een 1–1 gelijkspel. De huurperiode van Coady bij Sheffield United werd in begin januari 2014 verlengd tot eind februari 2014. Aan het eind van februari 2014 werd de huurperiode nogmaals verlengd, ditmaal voor het restant van het seizoen. Op 25 maart 2014 verzorgde Coady beide doelpunten van Sheffield United in een 0–2 uitzege op Crawley Town. Hij speelde op 13 april 2014 de volledige wedstrijd op Wembley tegen Hull City toen Sheffield United de negende club van buiten de hoogste twee niveaus werd die in de halve finale van de FA Cup speelde. Sheffield United kwam tweemaal op een voorsprong, maar verloor met 5–3. In de competitie eindigde Sheffield United als zevende, waardoor het de play-offs om promotie misliep. Coady keerde terug bij Liverpool FC met de ervaring van vijftig wedstrijden bij Sheffield United.

### Huddersfield Town
In augustus 2014 ondertekende Coady een driejarig contract met een optie voor nog een jaar bij Huddersfield Town, uitkomend in de EFL Championship. Huddersfield Town betaalde een half miljoen pond aan Liverpool FC. Coady debuteerde voor Huddersfield Town op 9 augustus 2014 door Jonathan Hogg te vervangen bij een 0–4 nederlaag tegen AFC Bournemouth in de competitie. Drie dagen later maakte hij zijn basisdebuut en speelde hij de volledige 120 minuten in de gewonnen uitwedstrijd tegen Chesterfield FC in de League Cup. Op 1 oktober 2014 was hij voor het eerst trefzeker namens Huddersfield, in de met 1–3 gewonnen competitiewedstrijd tegen Wolverhampton Wanderers. Coady miste in het gehele seizoen 2014/15 slechts één wedstrijd. Huddersfield Town eindigde in de competitie op de zestiende plek.

### Wolverhampton Wanderers

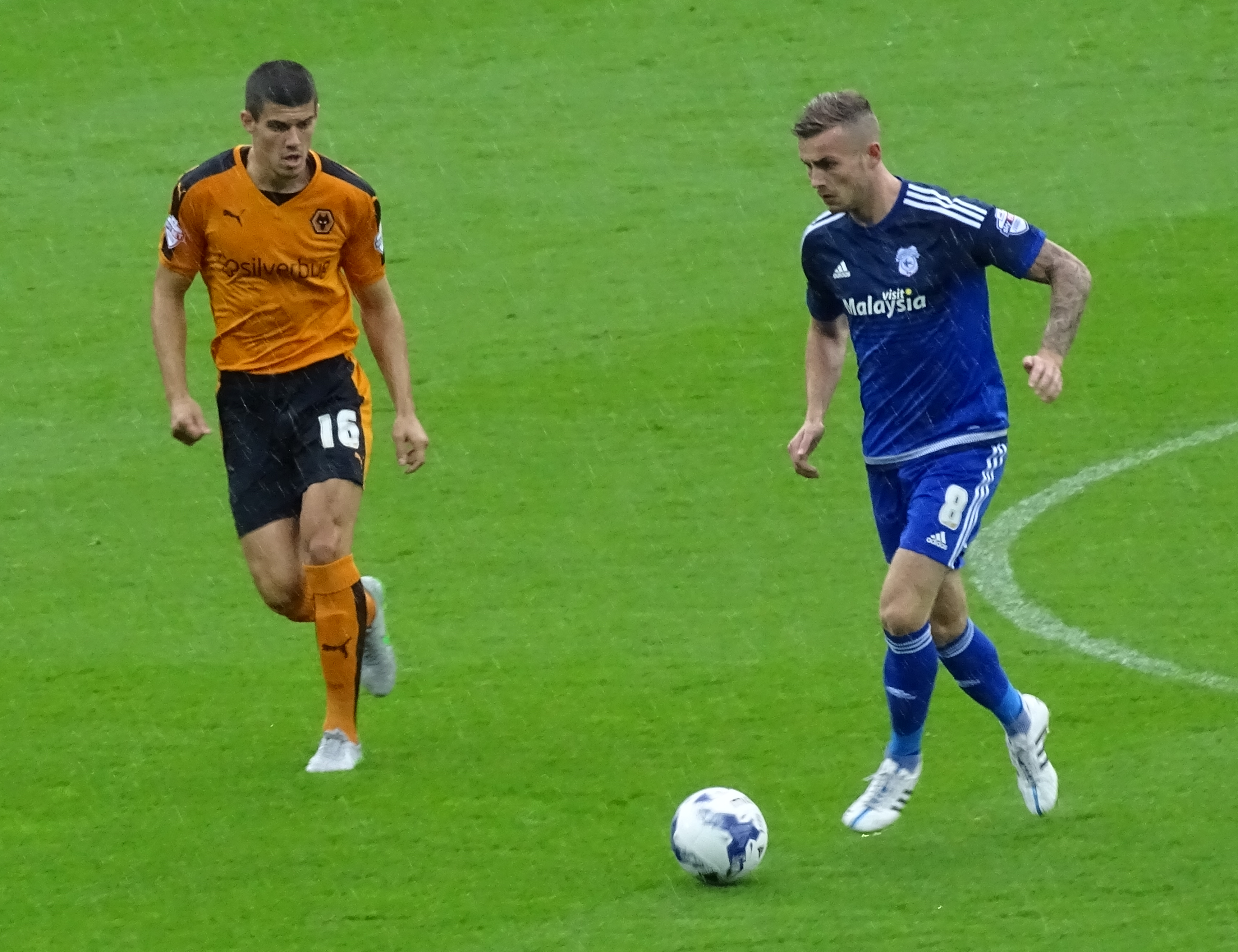
Coady (links) namens Wolverhampton Wanderers tegen Joe Ralls in augustus 2015

Coady ondertekende in juli 2015 een driejarig contract bij Championship-club Wolverhampton Wanderers, dat ongeveer 2 miljoen pond betaalde aan Huddersfield Town. Bij zijn debuut voor Wolverhampton Wanderers in de uitwedstrijd tegen Blackburn Rovers (1–2 winst) op 8 augustus 2015 werd hij in de basiself opgesteld. In de doelpuntloze thuiswedstrijd tegen Brighton & Hove Albion op 19 september 2015 werd Coady vlak na de rust met een rode kaart van het veld gestuurd voor een overtreding op Liam Rosenior, waarna hij voor drie wedstrijden geschorst werd. Met Coady als vaste kracht eindigde Wolverhampton in het seizoen 2015/16 op de veertiende plaats in de Championship. In het daaropvolgende seizoen werd Coady in plaats van op het middenveld vaker als rechtervleugelverdediger opgesteld en eindigde Wolverhampton Wanderers als vijftiende. Onder leiding van Nuno ging Coady in het seizoen 2017/18 als centrale verdediger in een driemansverdediging spelen en werd hij vice-aanvoerder achter Danny Batth. In september 2017 verlengde hij zijn contract bij Wolverhampton Wanderers tot medio 2021. Hij kreeg in de met 2–0 verloren uitwedstrijd tegen Sheffield United op 27 september 2017 binnen een kwartier een rode kaart voor een overtreding op Leon Clarke. Op 24 oktober 2017 miste hij een strafschop in de penaltyserie in de League Cup tegen Manchester City, de uiteindelijke winnaar van het toernooi. Coady maakte zijn enige doelpunt van het seizoen in de uitwedstrijd tegen Bolton Wanderers op 21 april 2018, vanaf de penaltystip. Doordat deze wedstrijd met 0–4 gewonnen werd, verzekerde Wolverhampton Wanderers zich van het kampioenschap op het tweede niveau van Engeland. Door de promotie zou Wolverhampton Wanderers in het seizoen 2017/18 voor het eerst sinds 2012 actief zijn op het hoogste niveau van Engeland.
In het seizoen 2018/19 werd Coady de vaste aanvoerder van Wolverhampton Wanderers. Hij maakte zijn Premier League-debuut voor Wolverhampton Wanderers op 11 augustus 2018 in de thuiswedstrijd tegen Everton FC (2–2). Hij verlengde in februari 2019 zijn contract bij Wolverhampton Wanderers tot medio 2023. Coady miste in het seizoen 2018/19 geen enkele minuut aan speeltijd. De club eindigde in de competitie als zevende, zijn beste eindklassering sinds 1980. Enkel de clubs in de top 4 incasseerden minder tegendoelpunten in de competitie dan de defensie van Wolverhampton Wanderers, geleid door Coady. In het seizoen 2019/20 speelden de Wolves voor het eerst in 39 jaar Europees voetbal. Coady speelde op 25 juli 2019 zijn eerste internationale wedstrijd voor Wolverhampton Wanderers; een 2–0 zege op het Noord-Ierse Crusaders FC. Wolverhampton Wanderers bereikte in de UEFA Europa League uiteindelijk de kwartfinales, waarin het werd uitgeschakeld door de uiteindelijke winnaar Sevilla FC. Die kwartfinale werd door de coronacrisis pas in augustus 2020, over één wedstrijd en in Duisburg gespeeld. Het was de eerste keer sinds 1972 dat Wolverhampton Wanderers een Europese kwartfinale speelde. Aan het eind van het seizoen werd Coady door de UEFA opgenomen als een van de zes verdedigers in de UEFA Europa League Squad of the Season. Op beide wedstrijden in de League Cup na miste Coady in het seizoen 2019/20 wederom geen enkele minuut aan speeltijd. In de competitie eindigde de club wederom als zevende.
Het contract van Coady bij Wolverhampton Wanderers werd in september 2020 met twee jaar verlengd, tot medio 2025. Coady miste het competitieduel met Southampton FC (1–1) op 23 november 2020, nadat hij in contact was gekomen met iemand die besmet was met COVID-19. Zijn afwezigheid maakte een eind aan 127 opeenvolgende competitiewedstrijden, waarvan 84 in de Premier League, waarin Coady geen minuut miste. Enkel Wayne Bridge en Leighton Baines hadden op dat moment ooit langere periodes onafgebroken in de Premier League gespeeld. Coady maakte op 2 maart 2021 tegen Manchester City zijn eerste doelpunt in de Premier League. Het was de gelijkmaker in een 4–1 nederlaag. Wolverhampton Wanderers eindigde dat Premier League-seizoen als dertiende. Coady miste op 22 september 2021 de beslissende penalty in de strafschoppenserie tegen Tottenham Hotspur in de League Cup. Hij werd op 5 februari 2022 in het FA Cup-duel met Norwich City (0–1 verlies) de 36ste speler die zijn 300ste wedstrijd voor Wolverhampton Wanderers speelde. Het was bovendien zijn 400ste wedstrijd in het profvoetbal. Op 15 januari 2022 maakte hij zijn eerste thuisdoelpunt in de Premier League, bij een 3–1 thuiszege op Southampton FC. Het seizoen 2021/22 was voor Coady het derde Premier League-seizoen waarin hij in iedere wedstrijd in actie kwam. Wolverhampton Wanderers eindigde dat seizoen als tiende. Bij de start van het seizoen 2022/23 schakelde trainer Bruno Lage om van een viermansverdediging naar een driemansverdediging. Als gevolg bleef Coady tijdens de seizoensopener tegen Leeds United op de reservebank.

#### Verhuur aan Everton FC
Coady werd in augustus 2022 voor een seizoen verhuurd aan Premier League-club Everton FC. Hij debuteerde voor zijn nieuwe club in de met 2–1 verloren uitwedstrijd tegen Aston Villa als basisspeler. Op 1 oktober 2022 was Coady voor het eerst trefzeker namens Everton FC door de gelijkmaker te maken bij een 1–2 zege op Southampton FC. Enkele weken nadat Sean Dyche Frank Lampard opvolgde als hoofdtrainer van Everton FC, verloor Coady zijn basisplaats. In de laatste dertien wedstrijden van het seizoen kwam Coady nog slechts twee keer in actie, waarvan één keer als basisspeler, in de slotwedstrijd tegen AFC Bournemouth. Doordat Everton FC die wedstrijd met 1–0 won, handhaafde de club zich in de Premier League, waardoor het voor een 69ste opeenvolgende seizoen op het hoogste niveau van Engeland zou uitkomen.

### Leicester City
In juli 2023 verliet Coady Wolverhampton Wanderers na acht jaar door een overstap te maken naar Leicester City, dat het voorgaande seizoen was gedegradeerd naar de Championship en zo'n € 8,5 miljoen betaalde aan Wolverhampton Wanderers. Coady debuteerde voor zijn nieuwe club op 27 september 2023, bij een 3–1 nederlaag tegen Liverpool FC in de League Cup. Op 4 oktober 2024 maakte hij ook zijn competitiedebuut voor Leicester City, tegen Preston North End (3–0 winst). Leicester City verzekerde zich op 29 april 2024 met een 0–3 overwinning tegen diezelfde tegenstander van het kampioenschap van de Championship. Het was voor de Coady de tweede keer dat hij die titel won, alhoewel hij dat competitieseizoen veelal op de reservebank bleef. Hij maakte op 14 september 2024 zijn Premier League-debuut namens Leicester City op bezoek bij Crystal Palace. Op 30 oktober 2024 scoorde hij voor het eerst voor Leicester City. Leicester City werd die dag desondanks door Manchester United uitgeschakeld uit de League Cup (5–2).

## Clubstatistieken
| Seizoen        | Club                    | Competitie     | Competitie | Competitie | Beker | Beker | Internationaal | Internationaal | Totaal | Totaal |
| Seizoen        | Club                    | Competitie     | Wed.       | Dlp.       | Wed.  | Dlp.  | Wed.           | Dlp.           | Wed.   | Dlp.   |
| -------------- | ----------------------- | -------------- | ---------- | ---------- | ----- | ----- | -------------- | -------------- | ------ | ------ |
| 2010/11        | Liverpool               | Premier League | 0          | 0          | 0     | 0     | 0              | 0              | 0      | 0      |
| 2011/12        | Liverpool               | Premier League | 0          | 0          | 0     | 0     | 0              | 0              | 0      | 0      |
| 2012/13        | Liverpool               | Premier League | 1          | 0          | 0     | 0     | 1              | 0              | 2      | 0      |
| 2013/14        | → Sheffield United      | League One     | 39         | 5          | 9     | 1     | —              | —              | 48     | 6      |
| 2014/15        | Huddersfield Town       | Championship   | 45         | 3          | 3     | 0     | —              | —              | 48     | 3      |
| 2015/16        | Wolverhampton Wanderers | Championship   | 37         | 0          | 2     | 0     | —              | —              | 39     | 0      |
| 2016/17        | Wolverhampton Wanderers | Championship   | 40         | 0          | 5     | 1     | —              | —              | 45     | 1      |
| 2017/18        | Wolverhampton Wanderers | Championship   | 45         | 1          | 3     | 0     | —              | —              | 48     | 1      |
| 2018/19        | Wolverhampton Wanderers | Premier League | 38         | 0          | 8     | 0     | —              | —              | 46     | 0      |
| 2019/20        | Wolverhampton Wanderers | Premier League | 38         | 0          | 2     | 0     | 17             | 0              | 57     | 0      |
| 2020/21        | Wolverhampton Wanderers | Premier League | 37         | 1          | 3     | 0     | —              | —              | 40     | 1      |
| 2021/22        | Wolverhampton Wanderers | Premier League | 38         | 4          | 4     | 0     | —              | —              | 42     | 4      |
| 2022/23        | → Everton FC            | Premier League | 24         | 1          | 1     | 1     | —              | —              | 25     | 2      |
| 2023/24        | Leicester City          | Championship   | 12         | 0          | 5     | 0     | —              | —              | 17     | 0      |
| 2024/25        | Leicester City          | Premier League | 4          | 0          | 3     | 1     | —              | —              | 7      | 1      |
| Carrièretotaal | Carrièretotaal          | Carrièretotaal | 398        | 15         | 48    | 4     | 18             | 0              | 464    | 19     |

Bijgewerkt t/m 30 april 2024.

## Interlandcarrière
Coady doorliep jeugdelftallen van Engeland van de onder 16 tot en met de onder 20. Hij werd in 2010 door John Peacock als aanvoerder opgenomen in de Engelse selectie voor het EK onder 17 in Liechtenstein. Engeland won iedere wedstrijd en won het toernooi voor een eerste keer door op 30 mei 2010 met 2–1 van Spanje te winnen. Coady werd twee jaar later door Noel Blake opgenomen in de Engelse selectie voor het EK onder 19 van 2012 in Estland. Engeland werd in de halve finales uitgeschakeld door Griekenland. Coady speelde als aanvoerder mee met Engeland onder 20 onder leiding van Peter Taylor op het WK onder 20 in 2013 in Turkije. Hij scoorde in het eerste groepsduel tegen Irak. Engeland werd in de groepsfase uitgeschakeld.
Coady debuteerde op 8 september 2020 in het Engels voetbalelftal. Bondscoach Gareth Southgate gaf hem toen een basisplaats in een wedstrijd in het kader van de UEFA Nations League in en tegen Denemarken (0–0). Coady werd daarmee de eerste spelers van Wolverhampton Wanderers die uitkwam voor het Engelse nationale elftal sinds Steve Bull in 1990. Hij maakte op 8 oktober 2020 zijn eerste doelpunt voor het nationale team, de 2–0 in een met 3–0 gewonnen oefeninterland thuis tegen Wales. Coady werd in juni 2021 door Southgate opgenomen in de Engelse selectie voor het EK 2020. Engeland haalde de finale op Wembley, maar verloor op strafschoppen van Italië. Coady bleef het gehele toernooi op de reservebank, maar werd door assistent-bondscoach Steve Holland geprezen om zijn inzet bij de trainingen en zijn gedrag in de kleedkamer. In november 2022 werd Coady ook door Southgate opgenomen voor het WK 2022 in Qatar. Engeland werd in de kwartfinale uitgeschakeld door Frankrijk. Coady kwam wederom het gehele toernooi niet in actie.
| Interlands van Conor Coady voor Engeland | Interlands van Conor Coady voor Engeland | Interlands van Conor Coady voor Engeland | Interlands van Conor Coady voor Engeland | Interlands van Conor Coady voor Engeland | Interlands van Conor Coady voor Engeland |
| №                                        | Datum                                    | Wedstrijd                                | Uitslag                                  | Competitie                               | Goals                                    |
| 10                                       | Als speler bij Wolverhampton Wanderers   | Als speler bij Wolverhampton Wanderers   | Als speler bij Wolverhampton Wanderers   | Als speler bij Wolverhampton Wanderers   | 1                                        |
| ---------------------------------------- | ---------------------------------------- | ---------------------------------------- | ---------------------------------------- | ---------------------------------------- | ---------------------------------------- |
| 1.                                       | 8 september 2020                         | Denemarken – Engeland                    | 0 – 0                                    | UEFA Nations League 2020/21              |                                          |
| 2.                                       | 8 oktober 2020                           | Engeland – Wales                         | 3 – 0                                    | Vriendschappelijk                        | 53'                                      |
| 3.                                       | 14 oktober 2020                          | Engeland – Denemarken                    | 0 – 1                                    | UEFA Nations League 2020/21              |                                          |
| 4.                                       | 25 maart 2021                            | Engeland – San Marino                    | 5 – 0                                    | Kwalificatie WK 2022                     |                                          |
| 5.                                       | 2 juni 2021                              | Engeland – Oostenrijk                    | 1 – 0                                    | Vriendschappelijk                        |                                          |
| 6.                                       | 5 september 2021                         | Engeland – Andorra                       | 4 – 0                                    | Kwalificatie WK 2022                     |                                          |
| 7.                                       | 9 oktober 2021                           | Andorra – Engeland                       | 0 – 5                                    | Kwalificatie WK 2022                     |                                          |
| 8.                                       | 15 november 2021                         | San Marino – Engeland                    | 0 – 10                                   | Kwalificatie WK 2022                     |                                          |
| 9.                                       | 26 maart 2022                            | Engeland – Zwitserland                   | 2 – 1                                    | Vriendschappelijk                        |                                          |
| 10.                                      | 4 juni 2022                              | Hongarije – Engeland                     | 1 – 0                                    | UEFA Nations League 2022/23              |                                          |

## Erelijst
Wolverhampton Wanderers
- Kampioen Championship: 2017/18

 Leicester City
- Kampioen Championship: 2023/24

 Engeland –17
- Europees kampioen –17: 2010